# Peugeot Typ 118
Der Peugeot Typ 118 ist ein frühes Automodell des französischen Automobilherstellers Peugeot, von dem 1909 im Werk Audincourt 150 Exemplare produziert wurden.
Die Fahrzeuge besaßen einen Zweizylinder-Viertaktmotor, der vorne angeordnet war und über Kardan die Hinterräder antrieb. Der Motor leistete aus 1527 cm³ Hubraum 10 PS.
Bei einem Radstand von 245,5 cm betrug die Spurbreite 126 cm. Die Karosserieform Droschke bot Platz für vier Personen.